# Xã Claridon, Quận Marion, Ohio
Xã Claridon (tiếng Anh: Claridon Township) là một xã thuộc quận Marion, tiểu bang Ohio, Hoa Kỳ. Năm 2010, dân số của xã này là 2.742 người.